# 가정용 비디오 게임기

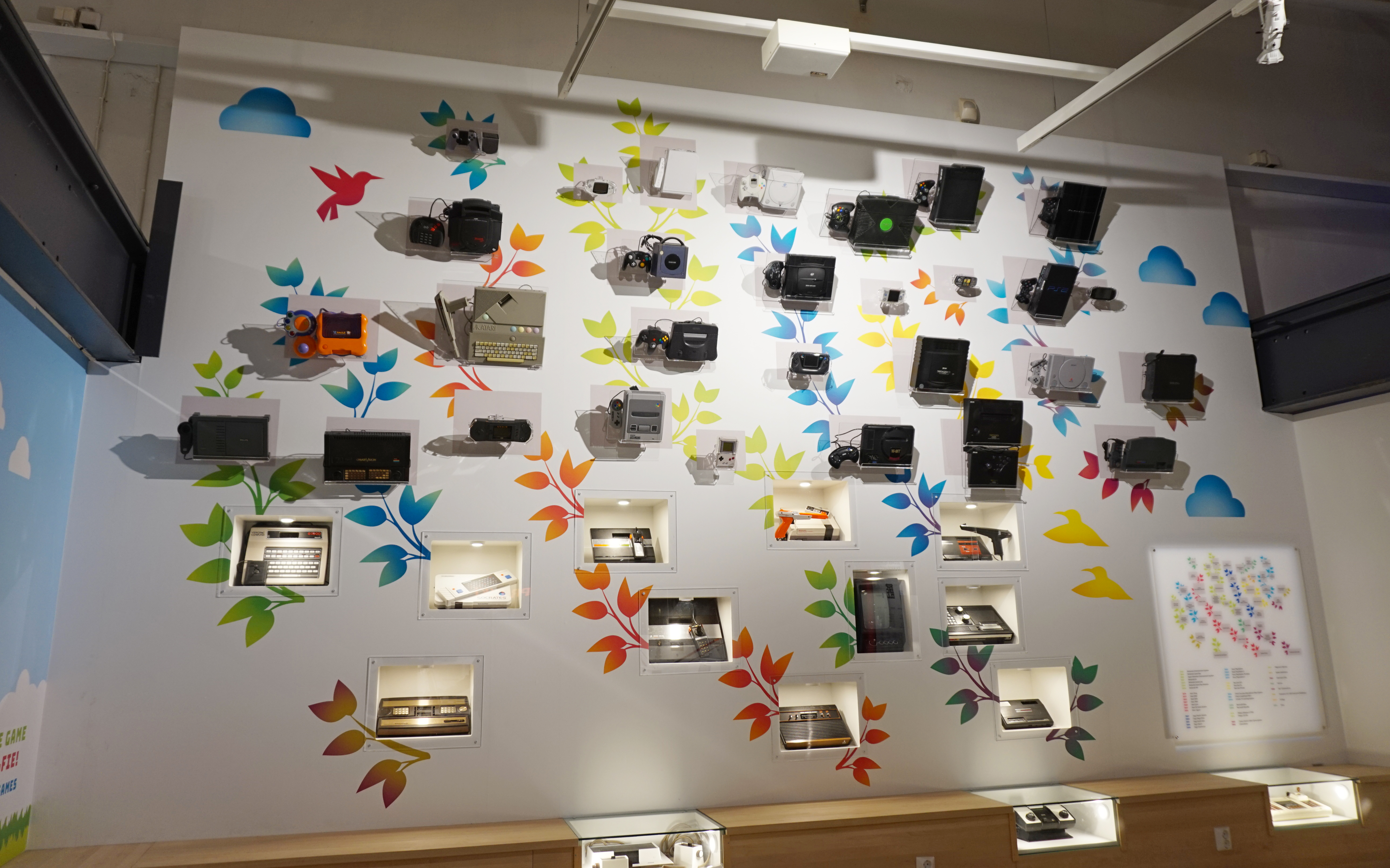
핀란드 게임 박물관에 연대순(아래에서 위로)으로 배열된 가정용 비디오 게임기 컬렉션. 탐페레

가정용 비디오 게임기(영어: home video game console)는 텔레비전과 같은 디스플레이 장치와 외부 전원에 연결하여 비디오 게임을 플레이하도록 설계된 비디오 게임 콘솔이다. 초기 콘솔은 시스템의 전자 회로에 몇 개의 게임이 고정된 전용 장치였지만, 대부분의 콘솔은 게임 카트리지, 광 디스크 또는 내부 저장소에 대한 디지털 배급을 통해 교체 가능한 게임 미디어를 지원한다.
1972년 최초의 상업용 장치인 마그나복스 오디세이 이후 수많은 가정용 비디오 게임기가 출시되었다. 역사적으로 이들 콘솔은 공통된 기술 사양을 기반으로 약 6년 주기의 세대로 그룹화되었다. 2025년 기준 현재 9세대의 콘솔이 출시되었으며, 현재 주요 제조업체는 소니, 마이크로소프트, 닌텐도로 통칭 "빅 3"로 알려져 있다.

## 개요
가정용 비디오 게임 콘솔은 사전에 설계된 전자 하드웨어로, 집의 고정된 위치에 놓여 텔레비전 화면이나 컴퓨터 모니터와 같은 디스플레이에 연결되고 외부 전원에 연결되어 하나 이상의 비디오 게임 컨트롤러를 사용하여 비디오 게임을 플레이할 수 있도록 만들어졌다. 이는 내장된 화면, 컨트롤러 버튼/기능, 배터리 또는 배터리 팩과 같은 전원 공급 장치를 갖춘 휴대용 콘솔 게임기와는 다르다.
초기 가정용 콘솔은 일반적으로 회로 기판과 케이스에 포장된 표준 및 고도로 맞춤화된 집적 회로 칩을 사용하여 제작되었다. 시간이 지남에 따라 가정용 콘솔 디자인은 주 컴퓨터 칩 아키텍처의 표준화를 포함하여 개인용 컴퓨터와 유사한 구성 요소 및 시스템 디자인을 사용하여 어느 정도 수렴되었다. 콘솔은 개인용 컴퓨터 구성 요소가 가진 맞춤화 옵션이 부족한 고정된 시스템으로 남아 있으며, 대부분의 콘솔은 게임 플레이를 위한 최상의 성능을 제공하기 위해 공간을 최대화하고 전력 소비를 줄이는 맞춤형 구성 요소를 포함하면서 저장 및 메모리 구성을 줄여 비용을 절감한다.
가정용 비디오 게임 콘솔은 일반적으로 게임 카트리지 (또는 ROM 카트리지), CD-ROM 또는 DVD와 같은 광학 미디어, 또는 디지털 배급을 통해 제공되는 다양한 게임을 플레이할 수 있다. 초기 콘솔은 전용 콘솔로 간주되기도 했는데, 하드웨어의 전자 회로에 게임이 고정되어 있었다. 일부 측면은 콘솔의 외부 제어 장치를 전환하여 제어할 수 있었지만 게임 자체는 변경할 수 없었다.
대부분의 가정용 콘솔은 별도의 게임 컨트롤러가 필요하며, 멀티플레이어 게임을 위해 여러 컨트롤러를 지원할 수 있다. 일부 콘솔 게임은 레일 슈터를 위한 라이트 건이나 음악 게임을 위한 기타 컨트롤러와 같이 특별하고 비전통적인 게임 컨트롤러로만 플레이할 수 있다. 일부 콘솔은 특정 휴대용 게임 시스템과 연결하고 인터페이스할 수 있는 기능도 가지고 있으며, 특정 게임은 이를 활용하여 대체 제어 방식, 세컨드 스크린 게임 플레이 요소, 독점 잠금 해제 가능 콘텐츠 또는 특정 게임 데이터를 전송하는 기능을 제공할 수 있다.

## 역사
최초의 상업용 비디오 게임 콘솔은 랠프 베어가 이끄는 팀이 개발하여 1972년 상업적으로 출시된 마그나복스 오디세이였다. 이어서 아타리가 아케이드 게임을 기반으로 1975년 퐁 가정용 버전을 출시했다. 두 시스템의 수많은 클론이 초기 가정용 콘솔 시장에 쏟아져 들어왔고, 이로 인해 1977년 비디오 게임 산업은 작은 불황을 겪었다.
1976년 출시된 페어차일드 채널 F는 게임 카트리지를 사용한 최초의 콘솔이었으며, 이는 이후 아타리 2600과 2세대의 다른 여러 콘솔에 사용되어 미국과 전 세계 비디오 게임 산업의 두 번째 붐을 이끌었다. 이 시기에 아타리는 워너 커뮤니케이션즈에 매각되었고, 여러 프로그래머들이 회사를 떠나 최초의 서드 파티 개발사인 액티비전을 설립했다. 액티비전의 성공은 이러한 시스템에 대한 퍼블리싱 통제 없이 게임을 만드는 새로운 개발자들의 쇄도를 이끌었다. 시장은 게임으로 넘쳐났고, 개인용 컴퓨터의 인기가 높아지고 1980년대 초의 경제 불황과 맞물려 미국 시장에서 1983년 비디오 게임 위기를 초래했다. 그 해 일본에서 패밀리컴퓨터 콘솔을 출시한 닌텐도는 라이선스 게임으로만 게임 생산을 제한하는 몇 가지 신중한 조치를 취했고, 1985년 미국 시장에 닌텐도 엔터테인먼트 시스템(NES)으로 재브랜딩하여 성공적으로 도입할 수 있었다. NES는 콘솔 시장을 부활시키고 1980년대 후반 닌텐도에게 지배적인 위치를 부여하는 데 기여했다.
세가는 1990년대 초 이른바 "콘솔 전쟁"에서 슈퍼 패미컴에 대항하여 메가 드라이브를 마케팅하며 소비자에게 "비트"의 개념을 주요 판매 포인트로 강조했다. 1995년 중반 더 큰 저장 용량을 가진 광 디스크의 소비자 채택은 많은 콘솔 제조업체가 카트리지에서 CD-ROM으로, 나중에는 DVD 및 기타 형식으로 이동하게 했다. 소니의 플레이스테이션 라인은 시장에서 우위를 점할 수 있는 더 많은 기능을 도입했다. 2000년에 출시된 플레이스테이션 2는 1억 5,500만 대 이상이 판매되어 현재까지 가장 많이 팔린 콘솔로 남아 있다. 마이크로소프트는 플레이스테이션 2가 개인용 컴퓨터의 경쟁 우위를 위협한다고 판단하여 2001년 엑스박스 라인을 통해 콘솔 시장에 진출했다. 2000년대 중반에는 인터넷 연결이 보편화되었고, 2010년대에는 거의 모든 가정용 콘솔이 디지털 배급 및 온라인 서비스 제공을 지원했다.
소니와 마이크로소프트가 하드웨어 기능에서 지배적인 위치를 차지하면서 대부분의 다른 주요 제조업체는 하드웨어 사업에서 철수했지만, 게임 개발 및 라이선스 분야에서는 여전히 존재감을 유지하고 있다. 닌텐도는 Wii의 모션 센싱 및 닌텐도 스위치의 하이브리드 디자인과 같은 더욱 독창적인 콘솔 개념을 제공하는 블루오션 전략을 채택하며 유일한 경쟁자로 남아 있다.
가정용 비디오 게임 콘솔 시장에서 주요 콘솔은 종종 세대로 그룹화되었으며, 이는 시장에서 주요 경쟁자였던 콘솔을 의미한다. 1970년대 이후 9세대의 콘솔이 있었으며, 새로운 세대는 약 5년마다 등장한다.

## 가정용 비디오 게임 콘솔 목록
알려진 가정용 비디오 게임 콘솔은 1,000개 이상이며, 그 중 대다수는 1세대에 출시되었다. 2세대와 현재 세대 사이에 출시된 가정용 비디오 게임 콘솔은 1개에 불과하며, 1개는 취소되었다. 이 목록은 해당 시대의 지배적인 콘솔 유형에 따라 명명된 콘솔 세대로 나뉘지만, 해당 시대의 모든 콘솔이 같은 유형은 아니다. 일부 시대는 주요 콘솔이 처리할 수 있는 비트 수에 따라 언급된다. "128비트 시대"(6세대)는 이러한 관행이 널리 퍼진 마지막 시대였다.
이 목록은 각 콘솔 하드웨어의 첫 번째 반복만 계산한다. 여러 시스템에 슬림형, 향상형 또는 기타 하드웨어 개정판이 있었지만 여기에는 개별적으로 나열되지 않는다. 이 목록에는 미출시 시스템도 포함된다. 가정용 비디오 게임 콘솔 시리즈가 한 세대에서 시작하여 다음 세대까지 지속되는 경우, 해당 시리즈가 시작된 세대에 나열된다. 이 목록은 완전하다고 주장하지 않는다.
이 목록에는 휴대용 콘솔 게임기와 같이 크기가 작아 일반적으로 가정용 콘솔보다 계산 능력이 낮은 다른 유형의 비디오 게임 콘솔은 포함되지 않는다. 또한 다운로드에 의존하는 저가형 마이크로콘솔, 레트로 스타일 콘솔, 또는 게임이 내장되어 물리적 미디어를 사용하지 않는 1세대 이후의 전용 콘솔도 포함되지 않는다. 콘솔은 시장 매력을 높이기 위해 때때로 재설계되었다. 재설계된 모델은 별도로 나열되지 않는다.
이 목록은 1세대 비디오 게임기에 출시된 것으로 알려진 900개 이상의 가정용 비디오 게임 콘솔, 즉 일반적으로 가정용 퐁 콘솔과 같이 단일 전용 게임을 위한 게임 콘솔을 생략한다. 이 세대의 문서화된 콘솔은 1세대 가정용 비디오 게임기 목록에서 찾을 수 있다.

### 출시된 시스템
| 이름                                    | 출시일                 | 제조사                                                            | 판매량                           | CPU | "비트"                                                       |
| --------------------------------------- | ---------------------- | ----------------------------------------------------------------- | -------------------------------- | --- | ------------------------------------------------------------ |
| 페어차일드 채널 F                       | 1976년 11월            | 페어차일드 (미국)                                                 | 약 250,000                       | 페어차일드 F8 | 8비트 (CPU)                                                  |
| RCA 스튜디오 II                         | 1977년 1월             | RCA (미국)                                                        | 약 60,000                        | RCA 1802 | 8비트 (CPU)                                                  |
| 밸리 아스트로케이드                     | 1978년 4월             | 미드웨이 (미국)                                                   | ?                                | 자일로그 Z80 | 8비트 (CPU)                                                  |
| 아타리 2600                             | 1977년 9월 11일        | 아타리 (미국)                                                     | 약 3천만                         | MOS 6507 | 8비트 (CPU)                                                  |
| APF-MP1000                              | 1978년 1월 1일         | APF 일렉트로닉스 (미국)                                           | > 50,000                         | 모토로라 6800 | 8비트 (CPU)                                                  |
| 챔피언 2711                             | 1978년                 | 유니소닉 (미국)                                                   | ?                                | 제너럴 인스트루먼트 CP1610                                                                                            | 16비트 (CPU)                                                 |
| 인터턴 비디오 컴퓨터 4000               | 1978년                 | 인터턴 (독일)                                                     | ?                                | 시그네틱스 2650A | 8비트 (CPU)                                                  |
| 팔라디움 텔레 카세트 게임               | 1978년                 | 팔라디움 (독일)                                                   | ?                                | |                                                              |
| 1292 고급 프로그래밍 가능 비디오 시스템 | 1978년                 | 오디오소닉                                                        | ?                                | 시그네틱스 2650AI | 8비트 (CPU)                                                  |
| 마그나복스 오디세이 2                   | 1978년 12월            | 마그나복스 (미국) / 필립스 (네덜란드)                             | ?                                | 인텔 8048 | 8비트 (CPU)                                                  |
| APF 이매지네이션 머신                   | 1979년                 | APF 일렉트로닉스 (미국)                                           | ?                                | 모토로라 6800 | 8비트 (CPU)                                                  |
| 반다이 슈퍼 비전 8000                   | 1979년                 | 반다이 (일본)                                                     | ?                                | NEC D780C | 8비트 (CPU)                                                  |
| 인텔리비전                              | 1980년                 | 마텔 일렉트로닉스 (미국)                                          | 약 3백만                         | 제너럴 인스트루먼트 CP1610                                                                                            | 16비트 (CPU)                                                 |
| VTech 크리에이티비전                    | 1981년                 | 브이테크 (홍콩)                                                   | ?                                | 락웰 6502 | 8비트 (CPU)                                                  |
| 카세트 비전                             | 1981년 7월 30일        | 에폭 (일본)                                                       | 약 400,000                       | NEC uPD77xx | ?                                                            |
| 아카디아 2001 및 그 변형 및 클론        | 1982년 (아카디아 2001) | 에머슨 라디오 (미국)                                              | ?                                | 시그네틱스 2650 | 8비트 (CPU)                                                  |
| SHG 블랙 포인트                         | 1982                   | 쉬트도이체 일렉트로-하우스게레테 GmbH & Co. KG (독일)             | ?                                | ? | ?                                                            |
| 콜레코비전                              | 1982년 8월             | 콜레코 (미국)                                                     | 약 2백만                         | 자일로그 Z80 | 8비트 (CPU)                                                  |
| 아타리 5200                             | 1982년 11월            | 아타리 (미국)                                                     | 약 1백만                         | MOS 6502C @ 1.79 MHz                                                                                                  | 8비트 (CPU)                                                  |
| 벡트렉스                                | 1982년 11월            | GCE/밀턴 브래들리 컴퍼니 (미국)                                   | ?                                | 모토로라 MC68A09 | 8비트/16비트 (CPU)                                           |
| 컴팩트 비전 TV 보이                     | 1983년 10월            | 각켄 (일본)                                                       | ?                                | 모토로라 MC6801 | 8비트 (CPU)                                                  |
| 필립스 비디오팩+ G7400                  | 1983년                 | 필립스 (네덜란드)                                                 | ?                                | 인텔 8048 @ 5.91 MHz                                                                                                  | 8비트                                                        |
| 마이 비전                               | 1983년                 | 니치부츠 (일본)                                                   | ?                                | ? | ?                                                            |
| 퓨타 주니어                             | 1983년 4월             | 다카라토미 (일본)                                                 | ?                                | TMS9995 | 16비트                                                       |
| SG-1000                                 | 1983년 7월 15일        | 세가 (일본)                                                       | 약 2백만                         | 자일로그 Z80 @ 3.58 MHz                                                                                               | 8비트                                                        |
| 패밀리컴퓨터                            | 1983년 7월 15일        | 닌텐도 (일본)                                                     | 6,191만                          | 리코 2A03 프로세서 (MOS 6502 코어) @1.79 MHz                                                                          | 8비트                                                        |
| PV-1000                                 | 1983년 10월            | 카시오 (일본)                                                     | ?                                | Z80A 클럭 3.579 MHz                                                                                                   | 8비트                                                        |
| 슈퍼 카세트 비전                        | 1984년 7월 17일        | 에폭 (일본)                                                       | 300,000                          | NEC PD7801G | 8비트 (CPU)                                                  |
| 브리지 컴패니언                         | 1985년                 | BBC/헤버 (영국)                                                   | ?                                | 자일로그 Z80 | 8비트                                                        |
| 비디오 아트                             | 1985년                 | LJN (미국)                                                        | ?                                | 톰슨 EF6805 (모토로라 6800 기반)                                                                                      | ?                                                            |
| 재믹스                                  | 1985년                 | 대우전자 (대한민국)                                               | ?                                | 자일로그 Z80 | 8비트                                                        |
| 세가 마크 III/마스터 시스템             | 1985년 10월 20일       | 세가 (일본), 텍토이 (브라질)                                      | 약 1,300만                       | 자일로그 Z80 @ 4 MHz                                                                                                  | 8비트                                                        |
| 패밀리 컴퓨터 디스크 시스템             | 1986년 2월 21일        | 닌텐도 (일본)                                                     | 444만                            | 리코 2A03 프로세서 (MOS 6502 코어) @1.79 MHz                                                                          | 8비트                                                        |
| 비디오스마트                            | 1986년                 | 코너 일렉트로닉스 (미국) (1986–1988), 브이테크 (홍콩) (1989–1990) | ?                                | ? | ?                                                            |
| 아타리 7800                             | 1986년 5월             | 아타리 코퍼레이션 (미국)                                          | ?                                | 아타리 샐리 | 8비트                                                        |
| 아타리 XEGS                             | 1987년                 | 아타리 코퍼레이션 (미국)                                          | 약 2백만                         | MOS 6502C | 8비트                                                        |
| 비디오 챌린저                           | 1987년                 | 다카라토미/반다이 (일본)                                          | ?                                | ? | ?                                                            |
| 액션 맥스                               | 1987년                 | 월즈 오브 원더 (미국)                                             | ?                                | HD401010 | 8비트                                                        |
| 뷰-마스터 인터랙티브 비전               | 1988년                 | 뷰-마스터 이상적인 그룹, Inc. (미국)                              | ?                                | ? | 8비트                                                        |
| 테레비코                                | 1988년                 | 반다이 (일본)                                                     | ?                                | ? | ?                                                            |
| VTech 소크라테스                        | 1988년                 | 브이테크 (홍콩)                                                   | ?                                | 자일로그 Z80A | 8비트 (CPU)                                                  |
| 비디오 드라이버                         | 1988년 10월            | 세가 (일본)                                                       | ?                                | | ?                                                            |
| 암스트래드 GX4000                       | 1990년 9월             | 암스트래드 (영국)                                                 | 약 14,000                        | 자일로그 Z80 @ 4 MHz                                                                                                  | 8비트                                                        |
| 코모도어 64 게임 시스템                 | 1990년 12월            | 코모도어 (캐나다)                                                 | 약 20,000                        | MOS 테크놀로지 8500 @ 0.985 MHz                                                                                       | 8비트                                                        |
| PC 엔진                                 | 1987년 10월 30일       | NEC/허드슨 소프트 (일본)                                          | 약 1천만                         | 허드슨 HuC6280 | 16비트 (8비트 CPU, 16비트 그래픽)                            |
| 메가 드라이브                           | 1988년 10월 29일       | 세가 (일본)                                                       | 3,525만                          | 모토로라 68000 @ 7.6 MHz, 자일로그 Z80 @ 3.58 MHz                                                                     | 16비트 (16/32 비트 프로세서, 16비트 그래픽)                  |
| CD-ROM²                                 | 1988년 12월 4일        | NEC (일본)                                                        | 192만                            | ? | 16비트 (8비트 프로세서, 16비트 그래픽)                       |
| PC 엔진2/슈퍼그래픽스                   | 1989년 12월 8일        | NEC (일본)                                                        | 약 75,000                        | 허드슨 HuC6280 | 16비트 (8비트 CPU, 16비트 그래픽)                            |
| 네오지오 AES                            | 1990년 4월 26일        | SNK (일본)                                                        | 약 750,000                       | 모토로라 68000 @ 12 MHz, 자일로그 Z80A @ 4 MHz                                                                        | 24비트 (16/32 비트 프로세서, 24비트 그래픽)                  |
| 슈퍼 패미컴                             | 1990년 11월 21일       | 닌텐도 (일본)                                                     | 4,910만                          | 리코 5A22 @ 3.58 MHz                                                                                                  | 16비트                                                       |
| 코모도어 CDTV                           | 1991년 3월             | 코모도어 (캐나다)                                                 | 약 54,800                        | 모토로라 68000 @ 7 MHz                                                                                                | 16비트                                                       |
| CD-i                                    | 1991년 12월 3일        | 다양                                                              | 약 150만                         | 필립스 SCC68070 @ 15.5 MHz                                                                                            | 16비트 (32비트로 업그레이드 가능)                            |
| 메가 CD                                 | 1991년 12월 12일       | 세가 (일본)                                                       | 224만                            | 모토로라 68000 @ 12.5 MHz                                                                                             | 16비트 (16/32 비트 프로세서, 16비트 그래픽)                  |
| 멤오렉스 VIS                            | 1992년 6월             | 멤오렉스/탠디 (미국)                                              | 약 11,000                        | 인텔 80286 @ 12 MHz                                                                                                   | 16비트                                                       |
| 키즈 컴퓨터 피코                        | 1993년 6월 26일        | 세가/마제스코 엔터테인먼트 (일본)                                 | 약 380만                         | 모토로라 68000 @ 7.6 MHz, 자일로그 Z80 @ 3.58 MHz                                                                     | 16비트                                                       |
| 피크노                                  | 1992                   | 코나미(일본)                                                      | ?                                | ? | ?                                                            |
| 레이저액티브                            | 1993년 8월 20일        | 파이오니아 (일본)                                                 | 약 10,000                        | ? | ?                                                            |
| 네오지오 CD                             | 1994년 9월 9일         | SNK (일본)                                                        | 570,000                          | 모토로라 68000 @ 12 MHz, 자일로그 Z80A @ 4 MHz                                                                        | 16비트                                                       |
| 사테라뷰                                | 1995년 4월 23일        | 닌텐도 (일본)                                                     | 최소 100,000                     | ? | 16비트                                                       |
| Super A'Can                             | 1995년 10월 25일       | 푼테크 (대만)                                                     | ?                                | 모토로라 68000 @ 10.738635 MHz                                                                                        | 16비트                                                       |
| FM 타운즈 마티                          | 1993년 2월 20일        | 후지쯔 (일본)                                                     | 약 45,000                        | AMD 386SX at 16 MHz                                                                                                   | 32비트                                                       |
| 아미가 CD32                             | 1993년 9월 17일        | 코모도어 (캐나다)                                                 | 약 100,000                       | 모토로라 68EC020@ 14.18 MHz (PAL) 14.32 MHz (NTSC)                                                                    | 32비트                                                       |
| 3DO 인터랙티브 멀티플레이어             | 1993년 10월 4일        | 파나소닉/산요 (일본) 금성사 (대한민국) 3DO 컴퍼니 (미국)          | 약 2백만                         | RISC CPU ARM60 기반 ARM 아키텍처 @ 12.5 MHz                                                                           | 32비트                                                       |
| 아타리 재규어                           | 1993년 11월 23일       | 아타리 코퍼레이션 (미국)                                          | 약 250,000                       | 모토로라 68000 @ 13.295 MHz, 커스텀 32비트 그래픽 RISC "톰" @ 26.59 MHz, 커스텀 32비트 사운드 RISC "제리" @ 26.59 MHz | 64비트 (64비트 그래픽, 32비트 프로세서)                      |
| CPS 체인저                              | 1994년                 | 캡콤 (일본)                                                       | ?                                | 모토로라 68000 @ 10 MHz                                                                                               | 16비트                                                       |
| 플레이디아                              | 1994년 9월 23일        | 반다이 (일본)                                                     | ?                                | 도시바 TMP87C800F | 8비트                                                        |
| 슈퍼 32X                                | 1994년 11월 21일       | 세가 (일본)                                                       | 약 800,000                       | 2 × SH-2 32비트 RISC @ 23 MHz                                                                                         | 32비트                                                       |
| 세가 새턴                               | 1994년 11월 22일       | 세가 (일본)                                                       | 926만                            | 2× 히타치 SH-2 @ 28.6 MHz                                                                                             | 32비트                                                       |
| 소니 플레이스테이션                     | 1994년 12월 3일        | 소니 (일본)                                                       | 1억 249만                        | R3000 @ 33.8688 MHz                                                                                                   | 32비트                                                       |
| PC-FX                                   | 1994년 12월 23일       | NEC (일본)                                                        | 약 400,000                       | NEC V810 | 32비트                                                       |
| 애플 반다이 피핀                        | 1995년 3월 28일        | 반다이 (일본)/애플 (미국)                                         | 약 42,000                        | 파워PC 603 RISC (66 MHz)                                                                                              | 32비트                                                       |
| 아타리 재규어 CD                        | 1995년 9월 21일        | 아타리 코퍼레이션 (미국)                                          | ?                                | ? | 64비트 (재규어 프로세서 사용)                                |
| 카시오 루피                             | 1995년 10월 19일       | 카시오 (일본)                                                     | ?                                | RISC SH-1 (SH7021) | 32비트                                                       |
| 닌텐도 64                               | 1996년 6월 23일        | 닌텐도 (일본)                                                     | 3,293만                          | NEC VR4300 @ 93.75 MHz                                                                                                | 64비트                                                       |
| 드림캐스트                              | 1998년 11월 27일       | 세가 (일본)                                                       | 913만                            | 히타치 SH-4 32비트 RISC @ 200 MHz                                                                                     | 128비트 (32비트 프로세서, 128비트 그래픽)                    |
| 닌텐도 64DD                             | 1999년 12월 1일        | 닌텐도 (일본)                                                     | 약 15,000                        | ? | 32비트 코프로세서 (메인 프로세서로 64비트 N64 프로세서 사용) |
| 누온                                    | 2000년                 | VM 랩스 (미국) 모토로라/RCA (미국) 삼성 (대한민국) 도시바 (일본)  | 약 25,000                        | 누온 MPE 하이브리드 스택 프로세서                                                                                     | 128비트 (SIMD)                                               |
| 플레이스테이션 2                        | 2000년 3월 4일         | 소니 (일본)                                                       | 1억 5,500만                      | 이모션 엔진 @ 294.912 MHz (출시), 299 MHz (신형 모델)                                                                 | 128비트 (SIMD)                                               |
| 닌텐도 게임큐브                         | 2001년 9월 14일        | 닌텐도 (일본)                                                     | 2,174만                          | IBM 파워PC 게코 @ 486 MHz                                                                                             | 32비트 (CPU) 128비트 (SIMD)                                  |
| 엑스박스                                | 2001년 11월 15일       | 마이크로소프트 (미국)                                             | 약 2,400만                       | 커스텀 733 MHz 인텔 펜티엄 III "코퍼마인 기반" 프로세서                                                               | 32비트 (CPU) 128비트 (SIMD)                                  |
| DVD 키즈                                | 2002                   | 3-플러스 (아이슬란드)                                             | ?                                | ? | ?                                                            |
| Xavix PORT                              | 2004년                 | SSD 컴퍼니 리미티드 (일본)                                        | ?                                | ? | 8비트, 16비트 및 32비트 (게임 카트리지에 따라 다름)          |
| V.Smile                                 | 2004년 8월 4일         | 브이테크 (홍콩)                                                   | ?                                | Sunplus SPG2xx | 16비트                                                       |
| 어드밴스드 피코 비나                    | 2005년                 | 세가 (일본)                                                       | 약 410만                         | ARM7TDMI 클럭 81 MHz                                                                                                  | 32비트 (CPU)                                                 |
| V.Smile 베이비 영유아 발달 시스템       | 2006년                 | 브이테크 (홍콩)                                                   | ?                                | ? | 128비트                                                      |
| 게임 웨이브 패밀리 엔터테인먼트 시스템  | 2005년 10월            | 자핏 (캐나다)                                                     | 약 70,000                        | 메디아매틱스 8611 |                                                              |
| 엑스박스 360                            | 2005년 11월 22일       | 마이크로소프트 (미국)                                             | 약 8,580만                       | 빅엔디언 아키텍처 3.2 GHz 파워PC 트라이코어 제논                                                                      | 64비트 CPU 128비트 확장                                      |
| V.Flash                                 | 2006년 9월             | 브이테크 (홍콩)                                                   | ?                                | ARM-9 | 32비트                                                       |
| 하이퍼스캔                              | 2006년 10월 23일       | 마텔 (미국)                                                       | 약 10,000                        | Sunplus SPG290 | 32비트                                                       |
| 플레이스테이션 3                        | 2006년 11월 11일       | 소니 (일본)                                                       | 8,690만                          | 1 PPE 및 7 SPE를 갖춘 3.2 GHz 셀 브로드밴드 엔진                                                                      | 128비트 레지스터 세트를 갖춘 64비트 CPU                      |
| Wii                                     | 2006년 11월 19일       | 닌텐도 (일본)                                                     | 1억 163만(2016년 12월 31일 기준) | 파워PC 750 기반 IBM 파워PC "브로드웨이" @ 729 MHz; 2.9 GFLOPS                                                         | 32비트 (CPU)                                                 |
| 에보 스마트 콘솔                        | 2008년 11월 20일       | 엔비전스 (미국)                                                   | 최소 10                          | AMD 64x2 @ 2.9 GHz | 64비트 (CPU)                                                 |
| 지보                                    | 2009년 5월 25일        | 지보 (미국) / 텍토이 (브라질)                                     | ?                                | ARM11 / QDSP-5 (퀄컴 MSM SoC) @ 528 MHz                                                                               | 32비트 (CPU)                                                 |
| CT510                                   | 2012년 4월 29일        | 이두                                                              | ?                                | 알 수 없는 듀얼 코어 @ 1.8 GHz                                                                                        |                                                              |
| Wii U                                   | 2012년 11월 18일       | 닌텐도 (일본)                                                     | 1,356만                          | 파워PC 750 기반 1.24 GHz 트라이코어 IBM 파워PC "에스프레소"                                                           | 32비트 (CPU)                                                 |
| 플레이스테이션 4                        | 2013년 11월 15일       | 소니 (일본)                                                       | 1억 1,590만                      | 세미 커스텀 8코어 AMD X86-64 재규어 1.6 GHz CPU (APU 통합)                                                            | 64비트 (CPU)                                                 |
| 엑스박스 원                             | 2013년 11월 22일       | 마이크로소프트 (미국)                                             | 약 4,100만                       | 커스텀 1.75 GHz AMD 8코어 APU (2개의 쿼드코어 재규어 모듈)                                                            | 64비트 (CPU)                                                 |
| 닌텐도 스위치                           | 2017년 3월 3일         | 닌텐도 (일본)                                                     | 1억 2,953만                      | 옥타코어 (4×ARM Cortex-A57 & 4×ARM Cortex-A53) @ 1.020 GHz                                                            | 64비트 (CPU)                                                 |
| 엑스박스 시리즈 X/S                     | 2020년 11월 10일       | 마이크로소프트 (미국)                                             | 약 2,100만                       | - 커스텀 8코어 AMD 젠 2; - 시리즈 X: 3.8 GHz, SMT 적용 시 3.6 GHz - 시리즈 S: 3.6 GHz, SMT 적용 시 3.4 GHz            | 64비트 (CPU)                                                 |
| 플레이스테이션 5                        | 2020년 11월 12일       | 소니 (일본)                                                       | 6,560만                          | 커스텀 8코어 AMD 젠 2, 가변 주파수, 최대 3.5 GHz                                                                      | 64비트 (CPU)                                                 |
| 아타리 VCS (2021년 콘솔)                | 2021년 6월 10일        | 아타리 (미국)                                                     | 약 10,000                        | 14 nm AMD R1606G 젠 프로세서, 2코어 4스레드 @ 2.6 GHz (최대 3.5 GHz)                                                  | 64비트 (CPU)                                                 |
| 폴리메가                                | 2021년 9월 12일        | 플레이마지, Inc (미국)                                            | ?                                | 알 수 없는 인텔 커피레이크                                                                                            | 64비트 (CPU)                                                 |
| 에버케이드 VS                           | 2021년 12월            | 블레이즈 엔터테인먼트 (영국)                                      | ?                                | 알 수 없는 ARM Cortex-A7 4코어 @ 1.5 GHz                                                                              | 32비트 (CPU)                                                 |
| 닌텐도 스위치 2                         | 2025년 6월 5일         | 닌텐도 (일본)                                                     | 540만                            | ? | 64비트 (CPU)                                                 |

### 미출시 시스템
| 이름              | 출시일    | 제조사                        | CPU                                                                               | "비트"          |
| ----------------- | --------- | ----------------------------- | --------------------------------------------------------------------------------- | --------------- |
| 인텔리비전 아미코 | 출시 예정 | 인텔리비전 엔터테인먼트       | 옥타코어 스냅드래곤 624 @ 1.8 GHz                                                 | X86 (64/32비트) |
| KFConsole         | 출시 예정 | 쿨러 마스터/KFC 영국/아일랜드 | 에이수스 RTX 2070 인텔 Nuc 9 익스트림 컴퓨트 엘레먼트 2 시게이트 바라쿠다 1TB SSD | X86 (64/32비트) |

### 취소된 시스템
| 이름                   | 출시일                       | 제조사                          | CPU                               | "비트"                |
| ---------------------- | ---------------------------- | ------------------------------- | --------------------------------- | --------------------- |
| 아타리 게임 브레인     | 취소 (1978년 6월 출시 예정)  | 아타리 (미국)                   | ?                                 | ?                     |
| 아타리 2700            | 취소 (1981년 출시 예정)      | 아타리 (미국)                   | MOS 6507                          | 8비트 (CPU)           |
| 비디오 아케이드 시스템 | 취소 (1983년 출시 예정)      | 울트라비전 (미국)               | ?                                 | ?                     |
| RDI 할시온             | 취소 (1985년 1월 출시 예정)  | RDI 비디오 시스템즈 (미국)      | 자일로그 Z80                      | 8비트 (CPU)           |
| 컨트롤-비전            | 취소 (1989년 출시 예정)      | 디지털 픽처스 & 해즈브로 (미국) | ?                                 | ?                     |
| 크로하                 | 취소됨                       | SKB Kontor(러시아)              | K580VM80A 2 MHz                   | ?                     |
| 코닉스 멀티시스템      | 취소 (1989년 8월 출시 예정)  | 코닉스 (영국)                   | 인텔 8086 기반 프로세서           | 16비트 (CPU)          |
| 아타리 팬서            | 취소 (1991년 출시 예정)      | 아타리 코퍼레이션 (미국)        | 모토로라 68000                    | 32비트                |
| WOWOW                  | 취소 (1992년 출시 예정)      | 타이토 (일본)                   | 모토로라 68000                    | 16비트 / 32비트 (CPU) |
| SNES-CD                | 취소 (1993년 개발 중단)      | 닌텐도 (일본)                   | ?                                 | 16비트                |
| 세가 넵튠              | 취소 (1995년 가을 출시 예정) | 세가 (일본)                     | ?                                 | 32비트                |
| L600                   | 취소 (2001년 4월 개발 중단)  | 인드레마 (미국)                 | X86 @ 600 MHz                     | 32비트                |
| 파나소닉 M2            | 취소 (1997년 출시 예정)      | 파나소닉 (일본)                 | 듀얼 파워PC 602 프로세서 @ 66 MHz | 64비트 (듀얼 32비트)  |
| 팬텀                   | 취소 (2005년 9월 출시 예정)  | 팬텀 (미국)                     | ?                                 | ?                     |
| 카멜레온               | 취소 (2016년 출시 예정)      | 콜레코 홀딩스 레트로            | ?                                 | ?                     |

## 같이 보기
- 휴대용 컴퓨터
- 휴대용 게임기
- 가정용 게임기
  - 세가
  - 닌텐도
  - 소니
  - MS
- 아케이드 기판
  - 세가
  - 코나미
  - 남코
  - 타이토
- 아케이드 게임
- PC 게임
- 가정용 컴퓨터